# Carpinus chuniana
Carpinus chuniana är en björkväxtart som beskrevs av Hu Hsien-Hsu. Carpinus chuniana ingår i släktet avenbokar, och familjen björkväxter. Inga underarter finns listade.